# Recomandarea 1333 (1997)
Recomandarea 1333 (1997) cu privire la cultura și limba aromână, menționată adesea doar ca Recomandarea 1333 (1997), (în aromână Recomandarea 1333 (1997) sau Dimãndarea 1333 (1997)) este o recomandare a Consiliului Europei cu privire la drepturile minorității⁠(d) aromâne. A fost votată în unanimitate de Adunarea Parlamentară a Consiliului Europei la 24 iunie 1997 și adoptată oficial de Consiliul Europei la 15 iunie 1999. Recomandarea 1333 (1997) a fost emisă în urma eforturilor Uniunii pentru Limba și Cultura Aromână (ULCA) și a fondatorului și președintelui ei de la acea vreme, Vasile Barba⁠(d), și a avut ca scop sporirea drepturilor etnice ale aromânilor în țările în care ei trăiesc. Deși considerată a fi un mare succes pentru comunitatea aromână, această recomandare nu a fost încă implementată corespunzător în majoritatea țărilor unde trăiesc etnici aromâni.

## Istoric
Aromânii sunt un grup etnic fără stat⁠(d), vorbitor al unei limbi romanice și răspândit în mod tradițional pe teritoriul Peninsulei Balcanice. Ei trăiesc în principal în Albania și Grecia, precum și în Bulgaria, Macedonia de Nord, România și Serbia, și există, de asemenea, o diasporă aromână semnificativă în restul Europei. În anul 1985 profesorul aromân Vasile Barba a fondat Uniunea pentru Limba și Cultura Aromână (ULCA), cu sediul în orașul Freiburg din Germania de Vest. Această organizație a fost înființată cu scopul de a proteja și conserva drepturile minorității⁠(d) aromânilor. Activismul ULCA a fost limitat inițial la Europa de Vest și s-a răspândit apoi în țările est-europene în care trăiesc majoritatea aromânilor după Revoluțiile din 1989 care au avut ca urmări prăbușirea regimurilor comuniste și instaurarea unui sistem democratic în regiune.
Congresul a III-lea al ULCA, care a avut loc în 20–24 iulie 1993, a adoptat o rezoluție prin care se cerea recunoașterea legală a aromânilor ca grup minoritar în toate țările în care aceștia trăiau ca populație autohtonă. Rezoluția susținea, de asemenea, promovarea învățământului la toate nivelurile în limba aromână și folosirea limbii în bisericile și presa din țările lor natale. Ca urmare, conducerea ULCA a început demersurile necesare pentru punerea în aplicare a acestei rezoluții. În acest scop, Barba a făcut un apel către Consiliul European și Parlamentul European, prezentând situația dificilă a aromânilor în țările lor de origine.
Eforturile lui Barba și ale ULCA au fost bine primite, iar Adunarea Parlamentară a Consiliului Europei l-a însărcinat pe Giulio Ferrarini⁠(d), un politician italian care era în acea vreme membru al Comisiei pentru Cultură și Educație⁠(d) a Consiliului Europei, să efectueze cercetări asupra situației aromânilor și să prezinte un raport către Adunarea Parlamentară. Proiectul de rezoluție „Ferrarini”, care îndemna statele europene să protejeze limba și cultura aromână, a fost adoptat de Adunarea Parlamentară la 3 mai 1994, fiind semnat de reprezentanții Franței, Italiei, Portugaliei, San Marino și României.
În continuare, deputatul spaniol Lluís Maria de Puig⁠(d), profesor universitar de istorie contemporană la Universitatea Autonomă din Barcelona⁠(d) și la Universitatea din Girona⁠(d), a fost numit raportor special în problema aromânilor de către Comisia pentru Cultură, Știință și Educație⁠(d), o comisie a Parlamentului European. După trei ani de cercetare, la 24 iunie 1997, de Puig a alcătuit Raportul 7728 pe care l-a prezentat Adunării Parlamentare pentru a fi dezbătut în ședința a 18-a. ULCA și Asociația Trã Armãnami a Aromânilor din Franța (AFA) au sprijinit consistent redactarea acestui raport. În aceeași zi, Recomandarea 1333 (1997) cu privire la limba și cultura aromână a fost votată în unanimitate de Adunarea Parlamentară a Consiliului Europei.
Recomandarea consemnează situația critică a aromânilor și pericolul cu care se confruntă limba și cultura lor și se adresează în primul rând țărilor balcanice în care locuiesc aromânii. Printre altele, aceste țări sunt îndemnate să ratifice Carta Europeană a Limbilor Regionale sau Minoritare, să introducă limba aromână în educație și în slujbele religioase⁠(d), să sprijine publicarea ziarelor și revistelor aromâne, să asigure emisiuni de radio și televiziune⁠(d) în limba aromână la posturile naționale și să acorde sprijin organizațiilor culturale aromâne. Recunoașterea aromânilor ca minoritate etnică nu a fost cerută, deoarece de Puig intenționa să evite controversele politice și să facă recomandări exclusiv în domeniul cultural, așa cum a explicat mai târziu.
Recomandarea 1333 (1997) a fost adoptată oficial de Consiliul Europei în 15 iunie 1999.

## Urmări
Recomandarea 1333 (1997) este una dintre cele mai mari realizări ale luptei pentru drepturile etnice ale aromânilor la nivel internațional, oferind aromânilor o mare speranță în anii 1990 și servind ca instrument de presiune la adresa guvernelor. Cu toate acestea, ea s-a dovedit în timp a fi o mare dezamăgire. În primul rând, recomandarea nu era obligatorie din punct de vedere juridic, iar aromânii, neavând o conducere sau o organizare centrală, nu au putut depune eforturi pentru a asigura punerea ei în aplicare. Potrivit reprezentanților ULCA, singurele state care au implementat în mod efectiv această recomandare au fost doar în Macedonia de Nord și România. Prin urmare, Recomandarea 1333 (1997) nu a avut practic niciun impact real. Cu toate acestea, recomandarea este, până în prezent, menționată în mod curent de aromâni ori de câte ori aceștia cer propriilor guverne mai multe drepturi pentru minoritatea lor sau o îmbunătățire a situației lor.
În Grecia, Recomandarea 1333 (1997) a fost primită cu critici dure de către Federația Panelenică a Asociațiilor Culturale ale Vlahilor, cea mai mare organizație culturală aromână din Grecia și din întreaga lume. Această organizație a protestat în mod repetat împotriva caracterizării aromânilor greci⁠(d) ca minoritate etnică în Grecia. Cu toate acestea, rezoluția a fost primită pozitiv de către organizația pentru apărarea drepturilor omului Greek Helsinki Monitor⁠(d) (parte componentă a International Helsinki Federation for Human Rights⁠(d)) și de filiala greacă a organizației pentru apărarea drepturilor omului Minority Rights Group International⁠(d).